# Retrat d'un home (Rembrandt, Nova York)
Retrat d'un home és una pintura a l'oli datada al voltant de 1657, un retrat d'un personatge desconegut realitzat per Rembrandt. Es troba en la col·lecció del Museu Metropolità d'Art de Nova York.

## Descripció
Aquesta pintura va entrar a formar part de la col·lecció del museu a través del llegat d'Henry G. Marquand.
Va ser documentada per Hofstede de Groot el 1914, amb aquesta descripció; 
| « | "753. UN HOME PÀL·LID AMB EL CABELL FOSC LLARG. Bode 222; Dut 339; Wb 209; B.- HdG 495. Prop de quaranta anys amb mig cos de mida natural. Vista quasi tota la cara, mirant directament a l'espectador, la seva mà esquerra està ficada en la seva capa negra, que l'embolcalla la figura. Porta un gran coll llis i ajustat amb borles, i un alt barret negre d'ala ampla. Té un lleuger bigoti, parcialment afaitat i ulls foscos. La llum ve des de l'esquerra cap al costat dret de la cara i el coll, el fons està il·luminat des de la seva esquerra. Signat i amb data de 1664; llenç, 31 1/2 polzades per 25 polzades. Esmentat per Bode, pp 531, 588; Dutuit, p 46; Michel, p 442. Exposat en la col·lecció Hudson-Fulton del Museu Metropolità d'Art, Nova York, 1909, N º 107; en la col·lecció del marquès de Lansdowne, Londres, 1883. en la col·lecció de HG. Marquand, Nova York; donat per ell el 1890 per al Museu." | » |

Malgrat una extensa recerca, el model i anteriors propietaris d'aquesta pintura són desconeguts. Un examen ha demostrat que la data que de Hofstede de Groot, havia desaparegut per la dècada de 1950 i l'estat general de la pintura està força desgastat. L'ombreig dels ulls sota un barret són característics de l'obra de Rembrandt en la dècada de 1650.